# Zavino
Zavino (Duits: Schwina) is een plaats in Slovenië en maakt deel uit van de gemeente Ajdovščina in de NUTS-3-regio Goriška. De plaats telde 84 inwoners op 1 januari 2020.

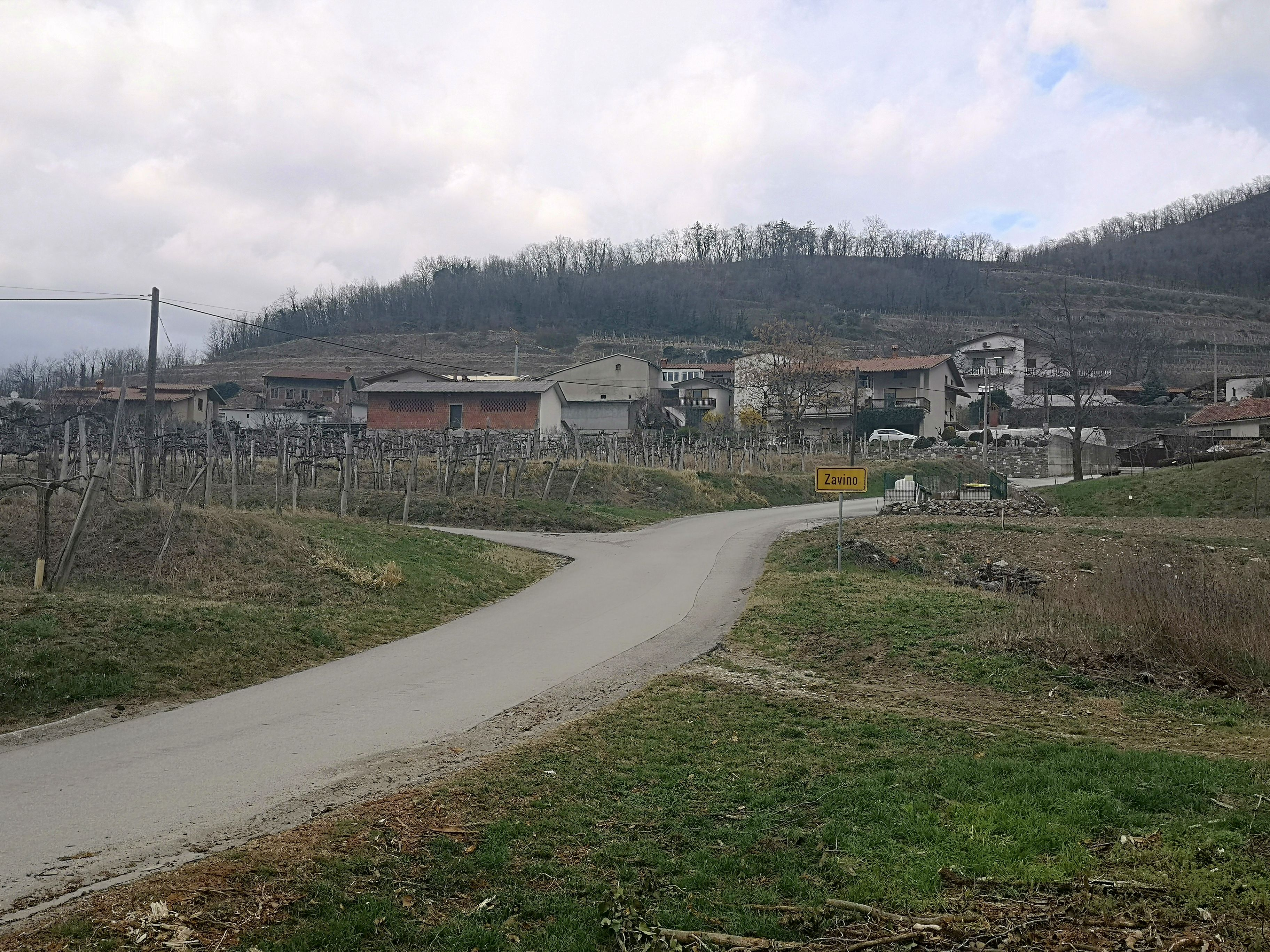
Dorpsaanzicht